# Hokkai Takashima

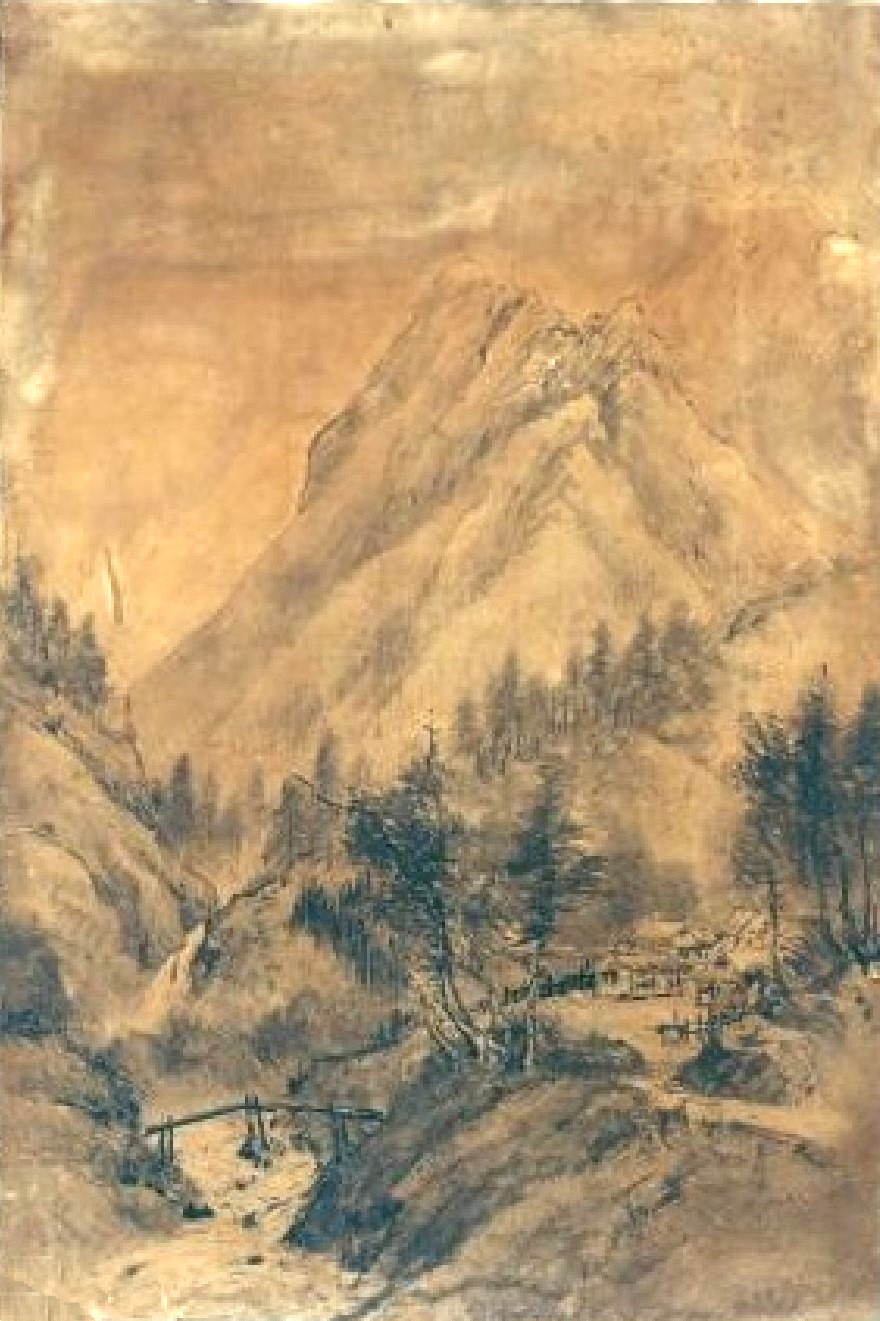
La Montagne de Takashima.

Hokkai Takashima (高島 北海, Takashima Hokkai) cuyo verdadero nombre era Tokuzō (得三), nacido en Hagi el 31 de octubre de 1850 y fallecido el 10 de enero de 1931, fue un pintor, ingeniero y botánico japonés miembro del movimiento artístico de la École de Nancy.

## Biografía
Hijo de un médico perteneciente a la casta de los samuráis, tuvo una educación muy tradicional. Viajó por Japón durante siete años para estudiar la flora y la agricultura del país acompañado por un pintor y fue enviado a Escocia y posteriormente a Nancy en Francia, por el Ministerio de Agricultura japonés, para asistir a diferentes cursos en facultades agrónomas de países extranjeros. 
En Nancy trabó amistad con Ernest Bussière, Émile Gallé, Victor Prouvé y René Wiener; este último organizó una exposición de dibujos de Takashima en el escaparate de su negocio, hecho que permitió a su vez al artista japonés participar en la exposición del salón des Beaux-Arts de Nancy del año siguiente.
Takashima influyó significativamente en los artistas Louis Hestaux y Camille Martin, ambos muy sensibles al arte japonés.
De vuelta a Japón se convirtió en director del Departamento de Bosques. Regresó a Nancy en 1889 en viaje oficial antes de dejar su cargo ministerial y dedicarse a la pintura.
En 1901 entró a formar parte del comité de dirección de la Escuela de Nancy.

## Legado
98 de sus obras fueron dadas a René Wiener, y muchas planchas a la Escuela de bosques.